# Chevrolet Testudo
La Chevrolet Testudo (chiamata anche Bertone Corvair Testudo) è una concept car costruita dalla italiana Bertone per la casa automobilistica statunitense Chevrolet nel 1963. Realizzata sulla piattaforma modificata della Chevrolet Corvair Monza, il nome deriva dall'omonima parola latina che sta per "Tartaruga". L'auto ha debuttato al salone di Ginevra del 1963.

## Storia
Bill Mitchell, in forza alla GM, voleva promuovere la Corvair nel vecchio continente utilizzando però una versione con stile europeo. Per realizzare ciò furono contattate due carrozzerie italiane. La Pininfarina realizzò un primo abbozzo già nel 1960 chiamata Corvair Speciale ma venne scartata.

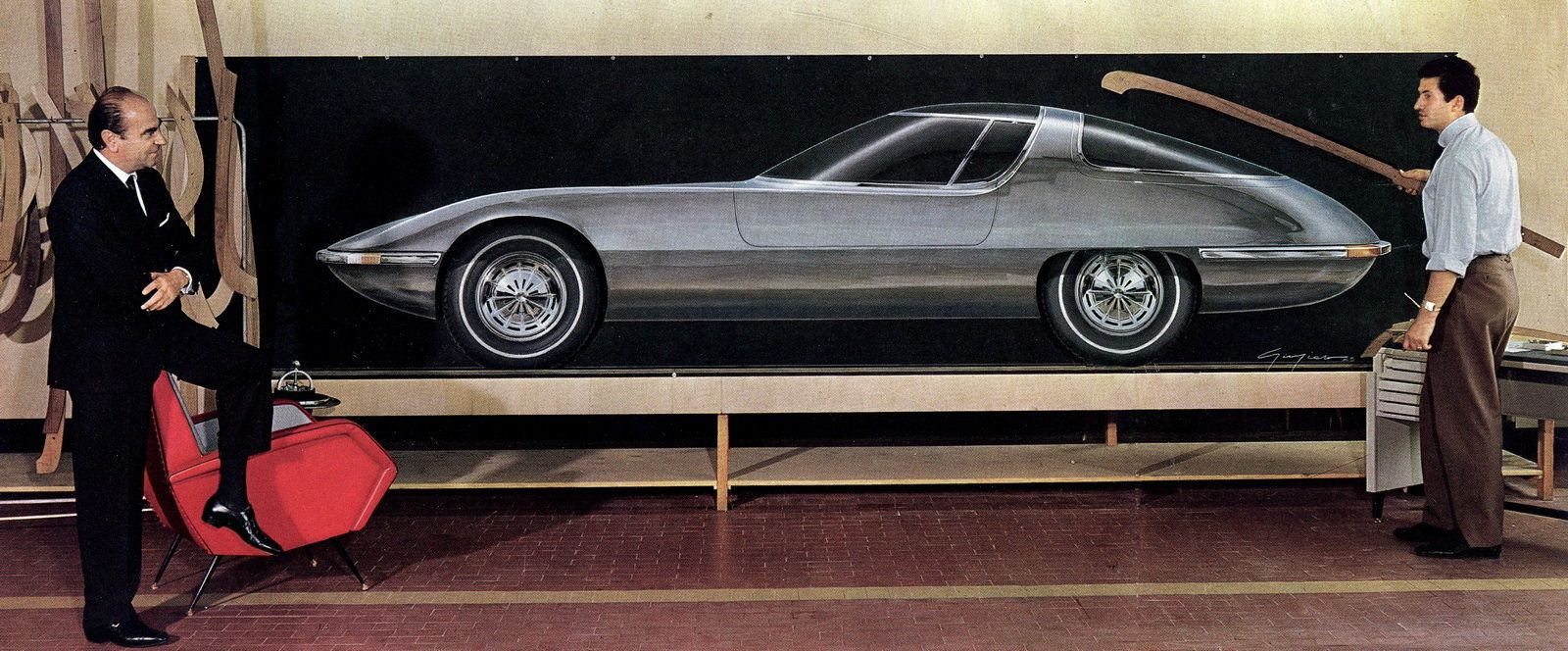
Sulla sinistra Bertone e sulla destra un giovane Giugiaro mentre espone i disegni della Testudo

Alla fine del 1962 venne selezionata la proposta di Bertone. Realizzata sulla base di una coupé Corvair 900 Monza del 1962 costruita nello stabilimento di Willow Run, Bertone accorciò il telaio riducendo il passo dagli originali 2743 mm a 2.400 mm.
Il design della vettura fu realizzato da Giorgetto Giugiaro, che all'epoca lavorava per Bertone. La Testudo fu presentata al salone di Ginevra del 1963.
Nel 1965 la Testudo fu coinvolta in un incidente mentre girava uno spot promozionale per la Shell, nell'angolo della Parabolica sul circuito di Monza. L'altra vettura coinvolta nell'incidente era Alfa Romeo Canguro. La Testudo subì diversi danni e, poiché Bertone non era disposto a pagare le riparazioni, l'auto danneggiata rimase ferma per diversi anni. Nel 1974 l'automobile ancora danneggiata fu messa in vendita al prezzo richiesto di 10 000 dollari ma rimase invenduta. Nei primi anni '90 sotto la direzione di Luciano d'Ambrosio, il nuovo capo progettista di Bertone, la Testudo fu restaurata e mostrata nel 1996 al Concours d'Elegance di Pebble Beach.
La Testudo influenzò in seguito numerosi progetti di Bertone come la Lamborghini Miura, Alfa Romeo Montreal e Fiat 850 Spider. Il designer Dick Teague si inspirò alla Testudo quando disegnò la AMC Pacer del 1975. Il designer Anatole "Tony" Lapine affermò che la Testudo influenzò il suo lavoro sulla Porsche 928 per il 1977.

## Caratteristiche
Il motore del Testudo era il Chevrolet Turbo-Air 6 montato a sbalzo sul retrotreno derivato dalla Corvair. Era un raffreddato ad aria, con architettura a sei cilindri boxer con un singolo albero a camme in blocco e valvole in testa con due valvole per cilindro. Il blocco cilindri e le testate erano in alluminio, ma le canne dei cilindri erano in ferro.
La forma dell'auto era quella di una berlinetta con cofano anteriore allungato. La carrozzeria era realizzata con un acciaio spesso 0,8 mm, con il cofano e altri pannelli in alluminio.